# K2-138b
K2-138b는 암석형 외계 행성이며, 슈퍼지구다. 모성인 K2-138b를 매일 2일마다 돌고 있다. Zonnieverse와 과학자들이 협력하여 발견하였으며, 공식적으로는 2018년 1월 발표했다.
K2-138b는 1.57 지구반경이다. 이 행성은 모항성을 약 2.4일마다 돌며 모항성과 0.0338AU 떨어져 있다.
이례적으로, 시민들과 과학자들이 최초로 발견한 외계 행성이다.